# Brendon Smith
Pour les articles homonymes, voir Smith.
Brendon Smith est un nageur australien né le 4 juillet 2000 à Melbourne. Il a remporté la médaille de bronze du 400 m 4 nages masculin aux Jeux olympiques d'été de 2020 à Tokyo. Il participe à l'International Swimming League au sein des New York Breakers.

## Palmarès

### Championnats du monde en grand bassin
- Championnats du monde 2022 à Budapest :
  -  Médaille d'argent du relais 4 × 200 m nage libre (participe uniquement aux séries).